# Coutarnoux
Coutarnoux est une commune française située dans le département de l'Yonne en région Bourgogne-Franche-Comté.

## Géographie
La commune de Coutarnoux est située dans la vallée du Serein, à 4 km de son chef-lieu, L'Isle-sur-Serein.
Ses habitants sont appelés les Arnulphiens.

### Climat
Pour des articles plus généraux, voir Climat de la Bourgogne-Franche-Comté et Climat de l'Yonne.
En 2010, le climat de la commune est de type climat océanique dégradé des plaines du Centre et du Nord, selon une étude du Centre national de la recherche scientifique s'appuyant sur une série de données couvrant la période 1971-2000. En 2020, Météo-France publie une typologie des climats de la France métropolitaine dans laquelle la commune est exposée à un climat océanique altéré et est dans la région climatique  Lorraine, plateau de Langres, Morvan, caractérisée par un hiver rude (1,5 °C), des vents modérés et des brouillards fréquents en automne et hiver. 
Pour la période 1971-2000, la température annuelle moyenne est de 10,7 °C, avec une amplitude thermique annuelle de 16,1 °C. Le cumul annuel moyen de précipitations est de 844 mm, avec 12,4 jours de précipitations en janvier et 8,4 jours en juillet. Pour la période 1991-2020, la température moyenne annuelle observée sur la station météorologique de Météo-France la plus proche, « Noyers_sapc », sur la commune de Noyers à 12 km à vol d'oiseau, est de 11,9 °C et le cumul annuel moyen de précipitations est de 785,9 mm. 
La température maximale relevée sur cette station est de 40,7 °C, atteinte le 24 juillet 2019 ; la température minimale est de −13,4 °C, atteinte le 7 février 2012,,. 
Les paramètres climatiques de la commune ont été estimés pour le milieu du siècle (2041-2070) selon différents scénarios d'émission de gaz à effet de serre à partir des nouvelles projections climatiques de référence DRIAS-2020. Ils sont consultables sur un site dédié publié par Météo-France en novembre 2022.

## Urbanisme

### Typologie
Au 1er janvier 2024, Coutarnoux est catégorisée commune rurale à habitat dispersé, selon la nouvelle grille communale de densité à sept niveaux définie par l'Insee en 2022.
Elle est située hors unité urbaine. Par ailleurs la commune fait partie de l'aire d'attraction d'Avallon, dont elle est une commune de la couronne,. Cette aire, qui regroupe 74 communes, est catégorisée dans les aires de moins de 50 000 habitants,.

### Occupation des sols
L'occupation des sols de la commune, telle qu'elle ressort de la base de données européenne d’occupation biophysique des sols Corine Land Cover (CLC), est marquée par l'importance des forêts et milieux semi-naturels (62,3 % en 2018), une proportion identique à celle de 1990 (62,3 %). La répartition détaillée en 2018 est la suivante : 
forêts (62,3 %), terres arables (33,1 %), zones agricoles hétérogènes (4,6 %). L'évolution de l’occupation des sols de la commune et de ses infrastructures peut être observée sur les différentes représentations cartographiques du territoire : la carte de Cassini (XVIIIe siècle), la carte d'état-major (1820-1866) et les cartes ou photos aériennes de l'IGN pour la période actuelle (1950 à aujourd'hui).

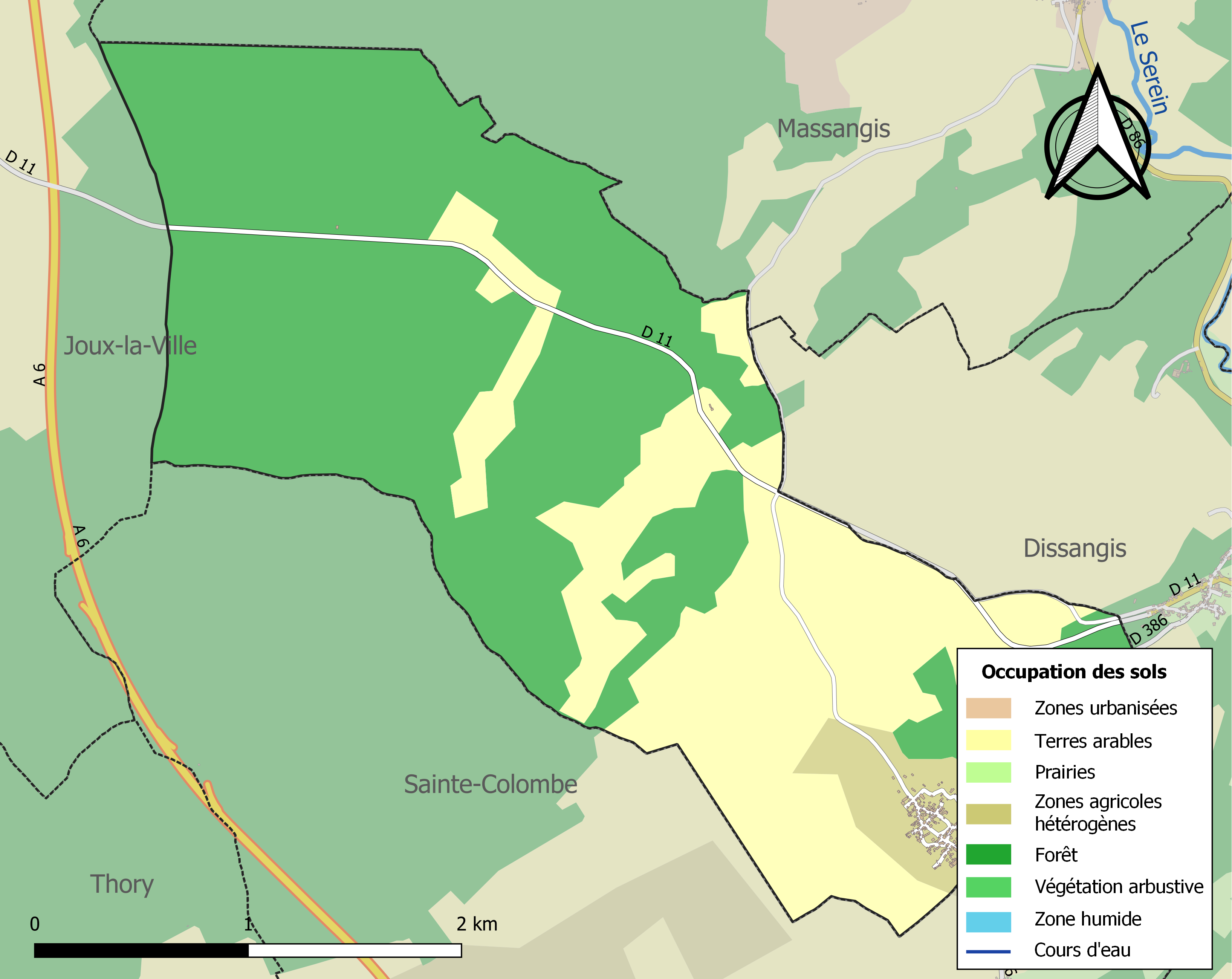
Carte des infrastructures et de l'occupation des sols de la commune en 2018 (CLC).

## Histoire
Coutarnoux est citée en 1188 sous le nom latin « Curtis Arnulphi » (ferme d'un homme avec le nom germanique Arn-wulf).
Elle est donnée par Charles Martel à l'abbaye Saint-Germain d'Auxerre en 735, qui l'aliéna en 1741. Le territoire est divisé en quatre fiefs au Moyen Âge. La forêt d'Hervaux était domaine royal sous les Carolingiens et appartenait aux seigneurs de l'Isle au Moyen Âge.
Le village était entouré par une muraille défensive dont il reste encore quelques traces, notamment du côté du couchant.
On retrouve sur plusieurs tombes de l'église le nom des Sainte-Maure, famille d'ancienne noblesse, dont une branche était établie sur les terres de Coutarnoux, Sainte Colombe, Provency et Dissangis.
Exploitées depuis le XIIe siècle, les carrières de Champ Retard et de Crot-Rateau ont servi à approvisionner les pierres du Pont Neuf à Paris et du château de Versailles.

## Politique et administration
| Période   | Période  | Identité            | Étiquette | Qualité |
| --------- | -------- | ------------------- | --------- | ------- |
| 2021      |          | Jacqueline Duplessy |           |         |
| mars 2003 | en cours | Pierre-Charles Capo | LR        |         |

## Démographie
L'évolution du nombre d'habitants est connue à travers les recensements de la population effectués dans la commune depuis 1793. Pour les communes de moins de 10 000 habitants, une enquête de recensement portant sur toute la population est réalisée tous les cinq ans, les populations de référence des années intermédiaires étant quant à elles estimées par interpolation ou extrapolation. Pour la commune, le premier recensement exhaustif entrant dans le cadre du nouveau dispositif a été réalisé en 2008.

En 2022, la commune comptait 131 habitants, en évolution de −8,39 % par rapport à 2016 (Yonne : −1,95 %, France hors Mayotte : +2,11 %).
| 1793 | 1800 | 1806 | 1821 | 1831 | 1836 | 1841 | 1846 | 1851 |
| ---- | ---- | ---- | ---- | ---- | ---- | ---- | ---- | ---- |
| 361  | 369  | 353  | 307  | 395  | 409  | 421  | 363  | 354  |

| 1856 | 1861 | 1866 | 1872 | 1876 | 1881 | 1886 | 1891 | 1896 |
| ---- | ---- | ---- | ---- | ---- | ---- | ---- | ---- | ---- |
| 312  | 319  | 312  | 321  | 315  | 300  | 277  | 272  | 220  |

| 1901 | 1906 | 1911 | 1921 | 1926 | 1931 | 1936 | 1946 | 1954 |
| ---- | ---- | ---- | ---- | ---- | ---- | ---- | ---- | ---- |
| 230  | 221  | 199  | 173  | 156  | 153  | 137  | 133  | 139  |

| 1962 | 1968 | 1975 | 1982 | 1990 | 1999 | 2006 | 2008 | 2013 |
| ---- | ---- | ---- | ---- | ---- | ---- | ---- | ---- | ---- |
| 108  | 110  | 91   | 85   | 99   | 98   | 100  | 101  | 138  |

| 2018 | 2022 | - | - | - | - | - | - | - |
| ---- | ---- | - | - | - | - | - | - | - |
| 138  | 131  | - | - | - | - | - | - | - |

## Lieux et monuments
- Église Saint-Martin (XVIe siècle) : l'église est édifiée en 1522. La chapelle des Goix, construite par la famille des Goix, est dès l'origine couverte d'une voûte en croisée d'ogives. Le chevet plat du chœur, avec sa baie de style gothique flamboyant, est dû aux Sainte-Maure d'Origny, famille noble qui possédait des terres aux environs de Coutarnoux. Les habitants de Coutarnoux construisent la tour-clocher et la nef, alors couverte d'un plafond de poutres et planches.

Au XIXe siècle, d'importantes transformations sont opérées : la nef est couverte d'une voûte de pierre en croisée d'ogives, sur le modèle de la chapelle des Goix. Des piliers de style toscan soutiennent cette voûte, tandis qu'à l'extérieur d'épais contreforts renforcent les murs. Le clocher est surélevé de 6 mètres et doté d'une flèche élancée à quatre clochetons.
- Le portail à moulures gothiques (XVIe siècle) de l'ancien prieuré est encore visible avec une partie du mur d'enceinte, des restes de tours rondes et d'arcades, et quelques vestiges de la chapelle.
- Vestiges de l'enceinte du village.
- La maison des Goix : construit au XVe siècle, cet ancien manoir des procureurs fiscaux de la seigneurie de l'Isle, entièrement restauré et classé Monument historique, est une propriété privée.
- Calvaire du XVIe siècle dit la Belle-Croix-des-Goix, ou croix de Sainte-Langueur. Il faisait autrefois l'objet d'un pèlerinage renommé. Détruit à la Révolution, certains de ses restes ont été réemployés dans un mur de clôture. Sept des 21 statues que comptait ce calvaire ont été retrouvées, cinq restaurées sont placées dans la chapelle des Goix.
- Fontaine à voûte ogivale du XIIIe siècle.
- le Sully, tilleul planté vers 1590 devant la porte de l'église.
- Un colombier carré entièrement restauré et privé.

### Patrimoine naturel
- La commune de Coutarnoux possède de vastes forêts parsemées de nombreux gouffres géologiques.
- Les carrières de pierre de Champ-Retard qui sont exploitées depuis le XIIe siècle.

## Personnalités liées à la commune
- Jenny Berger-Désoras (1779-1858), peintre française, a vécu à Coutarnoux.
- Victor Guichard (1905-1955), maire de 1935 à 1955, conseiller général et député de l'Yonne.
- Bernard Rapp, journaliste, réalisateur et producteur de cinéma.